# Anencephalia
Az anencephalia vagy anenkefália (magyarul: fejnélküliség) egy súlyos veleszületett idegrendszeri rendellenesség, melyet a nagyagy, az agykoponya és a fejbőr részleges vagy teljes hiánya jellemez. A rendellenesség letális, jellemzően órákon, legkésőbb napokon belül az újszülött halálához vezet.

## Oka
A terhesség 3-4. hetében az embrióban létrejön a velőlemez, majd széleinek feltűrődésével és a lemez feletti összeolvadásával a zárt velőcső. Normális embriófejlődés esetén a velőcső eleinte egy elülső és hátulsó nyílással (neuroporus anterior és neuroporus posterior) rendelkezik, melyek közül mindkettő lezárul a terhesség 4. hetének végéig.
Anencephalia akkor lép fel, ha ez a bezáródás az elülső oldalon nem történik meg, vagy az elülső régió másik részén marad nyitott a velőcső, lehetetlenné téve a későbbiekben az előagyhólyag, majd az abból fejlődő struktúrák kialakulását. (A hátulsó régión történő velőcső-záródási zavar eredménye a nyitott gerinc, vagy latinul spina bifida.) A velőcső-záródási mechanizmus ezen hibájának pontos oka még nem tisztázott.

## Jellegzetességei
Az újszülött születésétől fogva siketvak, eszméletlen. Az újszülöttekre jellemző reflexek, amennyiben az agytörzs sértetlen, működőképesek maradhatnak, lehetővé téve számára a légzést, hang- és tapintás érzékelését, egyes izmok mozgatását. Öntudatra, agykéreg hiányában, nem ébredhet. Az agy fennmaradó része jellemzően szemmel látható, sem bőr, sem csont nem borítja.

## Prognózis
A rendellenességgel rendelkező magzatok és újszülöttek kilátásai rendkívül rosszak. Az anencephaliával rendelkező magzatok, amennyiben nem lép fel spontán vetélés és élve születnek, a születéstől számítva órákon, legfeljebb néhány napon belül hirtelen szívhalál következtében meghalnak. Ritkán fellépnek kivételek: egy vizsgálat alatt álló anencephaliás újszülött 237 napot élt, egy anencephaliával született coloradói fiú, Nickolas Coke, pedig három éven át élt együtt a rendellenességgel.

## Megelőzés
Bár a pontos oka az anencephaliának nem ismert, a folsavban gazdag étrend a fogantatás előtt megfigyelések szerint jelentősen csökkenti a velőcső-záródási rendellenességek előfordulását. Nemzőképes korban lévő nőknek ennélfogva ajánlott 400 μg (mikrogramm) folsav fogyasztása naponta.